# ドコバニ原子力発電所
ドコバニ原子力発電所（チェコ語: Jaderná elektrárna Dukovany、英語: Dukovany Nuclear Power Station）は、チェコ共和国のドコバニにある原子力発電所である。

## 概要
チェコスロバキアで2番目の原子力発電所（現在のスロバキアにあるボフニツェ原子力発電所は1958年に建設）であり、現在のチェコ共和国では最初の原子力発電所である。1970年にチェコスロバキアとソビエト連邦が2つの原子力発電所の建設契約を批准し、建設作業が4年後に開始された。1985年から1987年にかけて、加圧水型原子炉を備えた4基の発電ユニットが稼働を開始し、現在も4基すべてが稼働している。
チェコ電力（ČEZ）グループが運営している。